# Radar à commutation des lobes

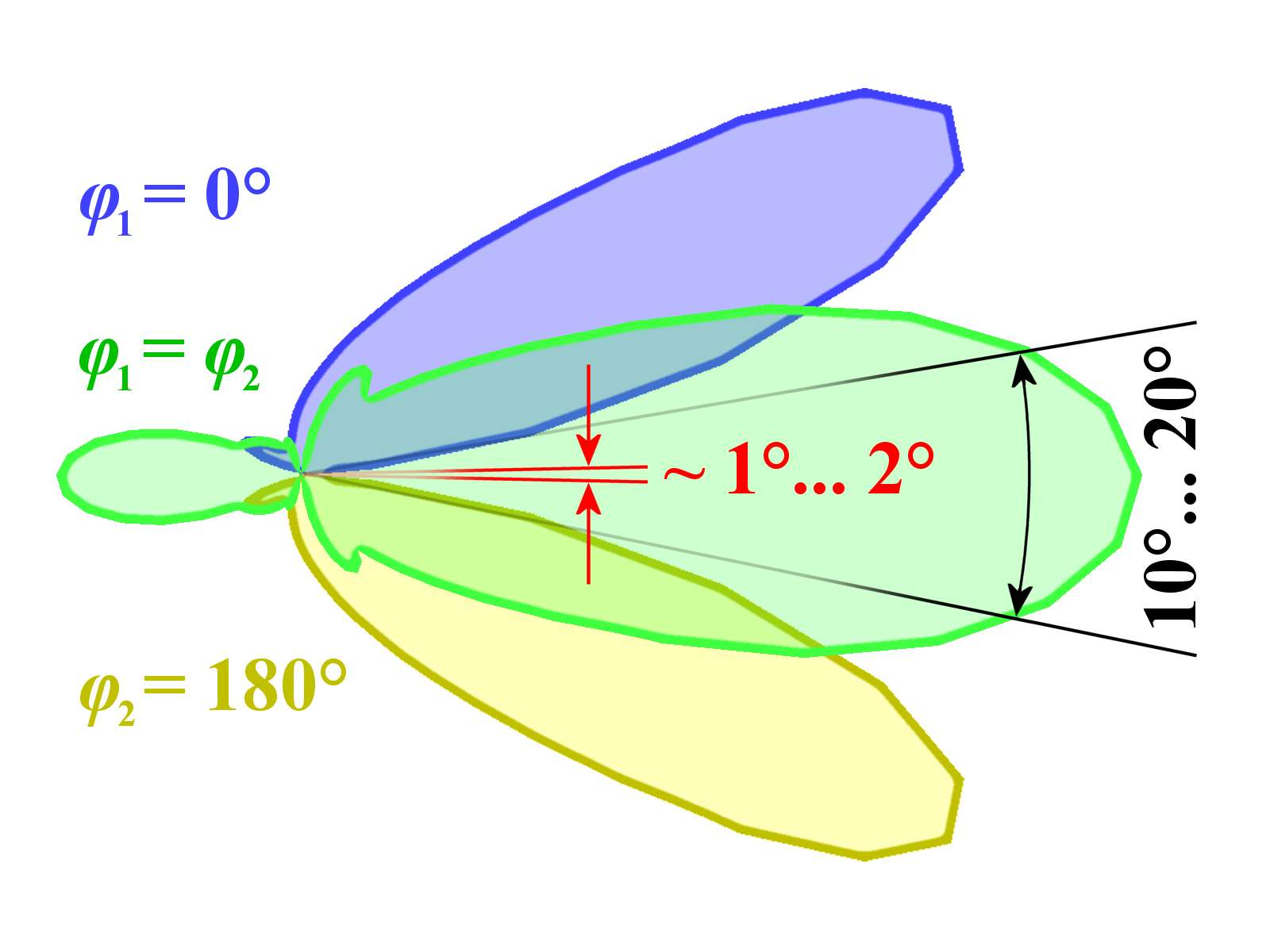
Concept du radar à commutation de lobe : Si les deux moitiés de l'antenne sont alimentées avec le même déphasage, un lobe principal est généré avec un maximum dans la direction principale. La mesure utilisant ce lobe principal est imprécise. Avec une alimentation en opposition de phase, deux lobes importants sont créés avec un minimum net entre eux. Un palier utilisant ce minimum est beaucoup plus précis.

Un radar à commutation des lobes, à basculement de diagramme ou à commutation séquentielle de faisceau, est un type de radar ancien dont le mode d'émission du faisceau permet une meilleure détermination de la position des cibles. Celle-ci est obtenue par la comparaison des signaux reçus successivement pour deux positions du diagramme de rayonnement de l'antenne, dont les directions d'axes diffèrent légèrement de celle de l'objectif; le mouvement de l'axe du diagramme peut être soit continu et périodique, soit discontinu.  
En émettant alternativement les faisceaux, l'opérateur peut déterminer lequel renvoie le plus fort signal et ainsi déplacer la direction de visée dans cette direction jusqu'à ce que les échos des deux faisceaux donne une somme maximale. Ce type de radar a été rapidement remplacé par le radar à balayage conique au cours de la Seconde Guerre mondiale.

## Historique
Les premières antennes des radars étaient généralement une série d'émetteurs dipolaires placés devant un réflecteur passif. Les dipôles étaient placés selon un arrangement qui permettaient à leur ondes d'interférer de façon constructive dans la direction d'émission et ainsi former un faisceau ayant une certaine largeur. Cette largeur dépendaient du nombre d'éléments radiants, plus il était important et plus le faisceau était mince et concentré. Cependant, les dimensions physiques imposées à la construction d'un tel radar et la longueur d'onde utilisée (de l'ordre du mètre ou plus, limitaient le nombre de dipôles et donc la résolution du faisceau. 
En conséquence, l'utilisation d'un tel radar primaire permettaient la détection de cibles mais leur position n'étaient pas connue assez précisément pour diriger le tir anti-aérien. Par exemple, le radar SCR-268 de l'Armée des États-Unis avait un faisceau de 2 degrés d'ouverture et l’opérateur pouvait déterminer qu'il avait détecté une cible dans son faisceau avec une imprécision égale à la largeur de celui-ci, ce qui fait rapidement une erreur de l'ordre de plus d'un kilomètre. Afin d'atteindre cette cible avec un tir de DCA, il faut au moins connaître sa position à 0,1 degré et c'est pourquoi, ces premiers radars ne servaient qu'à donner la direction générale pour qu'un projecteur puisse être rechercher la cible visuellement.

## Principe
Pour améliorer la précision, deux ensembles d'éléments radiants indépendants sont placés côte-à-côte sur l'antenne, chaque ensemble émettant séparément l'un de l'autre et en alternance. Ceci permet d'avoir deux faisceaux, ou lobes, dont les retours sont légèrement décalés dans le temps. Les échos retournant de l'un des signaux depuis la cible passe par un circuit de retard qui décale sa position légèrement sur l'oscilloscope de l'opérateur radar. Comme ce décalage est plus vite que le rafraîchissement de l’œil, l'opérateur voit deux échos sur son écran. 
Comme chaque lobe d'émission, chaque faisceau, est légèrement décentré par rapport à l'angle de visée de l'antenne, les deux échos auront une intensité différente à moins que la cible ne se trouve directement dans la ligne de mire. L’opérateur peut ainsi raffiner la direction de pointage, et donc cette de la position de la cible, en déplaçant l'axe de celle-ci vers l'écho le plus intense jusqu'à ce que les deux deviennent égaux.
Pour améliorer encore la précision, le radar peut être réglé pour inverser la phase d'émission entre les deux faisceaux. Le faisceau d’un groupe est alors d'intensité opposée à l’autre. Lorsque l'antenne pointe vers la cible, les deux lobes du faisceau donnent une somme nulle (somme de signaux avec phase inverse) alors que la somme des mêmes faisceaux sans déphasage donne une maximum. Dans ce cas, une très petite variation de direction de pointage cause une très grande variation d’intensité de l’écho de retour.

## Brouillage
L'utilisation de contre-mesures électroniques est relativement aisée contre le radar à commutation de lobe si l'on connait la fréquence de commutation utilisée. En émettent vers le radar un faible signal ayant la même fréquence mais seulement que lorsque le lobe du radar ne pointe pas vers la cible, un faux écho est reçu par le récepteur du radar. Les vrais et faux sont mélangés pour donner un écho plus faible pour la cible et ainsi fausser la représentation à l'écran.